# Gearbox Digital
Gearbox Digital ist ein schottisches Plattenlabel mit Sitz in Inverness. Das Label hat sich auf Raw-Hardstyle spezialisiert und wurde 2009 von Phil Macdonald, auch bekannt als Desudo gegründet.

## Preise
Das Label gewann bei den letzten Hard Dance Awards im Jahre 2013 den Preis "Best Hard Dance label of 2013".

## Sublabels

### Aktiv
- Blackbox Digital
- Gearbox Euphoria (Euphoric Hardstyle)
- Gearbox HD (Hard Dance)
- Gearbox Revolutions

### Inaktiv
- Gearbox Overdrive (Hardcore)
- Ignition Digital

## Künstler

### Aktuell
Gearbox Digital 
- Adjuzt

- Anderex
- Avoc
- Chemical Soldiers
- DEEZL
- Fraw
- Luminite
- Mutilator
- So Juice
- Sins Of Insanity
- The Straikerz

 Blackbox Digital 
- Robin Clark
- Loudar
- Eternate
- Third Orbit
- Digishock
- Anodyze
- Hunta
- Strike Blood

 Gearbox Euphoria 
- Aerials
- Art Frequency
- Avi8
- Elysiums
- High Resistance
- Memorize
- MickeyG
- N3bula
- RWND
- The Un4given
- Yuta Imai

 Gearbox HD 
- Expulze
- DJ eM
- Splinta
- Sykesy

 Gearbox Revolutions 
- 2Faced
- Bestia
- Sonic Illusion
- Matzic
- Exproz
- Code Crime
- Madmize
- Superior Core

## Belege
1. ↑  10 Years of Gearbox ❌ Documentary - Chapter 1, Part 1. Abgerufen am 22. Dezember 2019 (deutsch).
2. ↑  Gearbox Digital. Abgerufen am 22. Dezember 2019.